# Pervomajskaja
Pervomajskaja (ryska: Первомайская, "1 maj-gatan"), är en tunnelbanestation på Arbatsko–Pokrovskaja-linjen i Moskvas tunnelbana,  namngiven efter 1 maj-gatan som ligger nära ingångarna.
Pervomajskaja var den första stationen som byggdes med den standardiserade trippelspanndesignen med två rader pelare, kallad "tusenfotingen", som senare kom att användas i en lång rad stationer i Moskva och övriga Sovjetunionen.